# Židovský hřbitov v Rokycanech
Židovský hřbitov v Rokycanech byl založen roku 1898. Nachází se na severu města Rokycan naproti hvězdárně ve Voldušské ulici.

## Historie
Židovská náboženská obec v Rokycanech vznikla jako početně výraznější komunita až během 19. století (do té doby probíhaly židovské pohřby rokycanských Židů v nedalekém Oseku (viz článek Židovský hřbitov v Oseku u Rokycan). Židovská obec v Rokycanech využívala od roku 1871 jako modlitebnu dům čp. 110/I na tehdejším Svatojánském (dnes Malém) náměstí (viz článek Synagoga v Rokycanech). V domě se nacházela i židovská německojazyčná škola, která byla ovšem roku 1898 po rozhodnutí židovské obce zrušena.
Rokycanský židovský hřbitov byl založen roku 1898, kdy rokycanská židovská obec koupila louku o rozloze 1984 metrů čtverečních při tehdejší silnici na Volduchy za městem (nyní na severním okraji intravilánu Rokycan). Součástí nového hřbitova byl i domek čp. 192/II s neogotickým dekorem fasády a pamětní deskou s nápisem „Israelský pohřební spolek založil tento hřbitov v Rokycanech v roce 1898.“ Hřbitov nebyl nikdy zaplněn, protože rokycanská židovská obec během 1. poloviny 20. století rychle početně ubývala a po holokaustu již nebyla obnovena. Poslední pohřeb se tu konal roku 1963 (podle jiného zdroje poslední pohřeb proběhl za 2. světové války.). Do dnešního dne se zde zachovalo 68 náhrobků.
Hřbitovní domek byl v 70. letech 20. století prodán do soukromého vlastnictví a adaptován na obytný dům. Jeho architektonická podoba z konce 19. století byla zčásti zachována. V současnosti se na hřbitově dochovalo necelých 70 náhrobků
V roce 2000 městské zastupitelstvo Rokycan souhlasilo s bezplatným převodem objektu čp. 192/II se stavební parcelou na Židovskou obec Plzeň. V roce 2007 zastupitelstvo schválilo přesun částky 45 000 Kč z rezervy finančního odboru jako příspěvek na opravu hradby židovského hřbitova.